# Museu Maria Reiche
A Casa Museu Maria Reiche se localiza no km 421,3 da rodovia Panamericana Sur, em San José, distrito de El Ingenio, província de Nazca, no Peru. Se encontra a uma distância de 21.3 km. da cidade de Palpa, a 27,5 km da cidade de Nazca e a 121,3 km da cidade de Ica. 
A Casa Museu possui informações sobre os estudos das línhas e geóglifos de Nazca, realizados pela Dra. María Reiche Newman, assim como mapas, planos, fotos, material arqueológico e uma maquete didática de seus desenhos. Nesse lugar ela viveu e realizou seus principais estudos.
O Museu María Reiche existe desde 1994, à beira do deserto onde viveu durante muito tempo em uma cabana em condições precárias. Em um jardim ao lado, se encontra a tumba da pesquisadora, que morreu em 1998, com 95 anos, em Lima.